# 中國角菊珊瑚
中國角菊珊瑚（学名：Favites chinensis）为菊珊瑚科角菊珊瑚屬下的一个种。